# 扎日日追
扎日日追（藏語：པརག་རི་རི་ཁྲོད་，威利转写：brag ri ri khrod），又名“巴日日追”（藏語：སཔ་རི་རི་ཁྲོད་，威利转写：sba ri ri khrod，又译“帕日日追”），位于西藏自治区拉萨市城关区，是一座藏传佛教宁玛派寺院。

## 简介
扎日日追位于拉萨城以北稍偏东3公里处的山上。“扎日”意为“岩”或“峡谷”。该寺据说是由哲蚌寺的堪布在18世纪创建。龙朵·阿旺洛桑（威利转写：Klong rdol bla ma ngag dbang blo bzang，1719年－1794年），一位色拉寺吉扎仓（威利转写：Grwa tshang byes）洛巴康村（威利转写：Lho pa khang tshan）的知名学者，曾将此处作为静修之所。
扎日日追原来是色拉寺的属寺。扎日日追自初期便管辖格日寺，并监督格日寺尼姑的学习。1959年，扎日日追的喇嘛们被驱逐，扎日日追变成了扎基监狱（英語：Drapchi Prison）。
1980年代，一位拉萨人决定重建该寺，作为宁玛派的道场，以纪念其母。在征得拉萨市政府的同意后，他开始重建工作，尽管掌管过这块巴日喇嘛（Bari Lama）的地产的一位前管理者起初曾经反对将该寺变为宁玛派道场。21世纪初，该寺虽然仍有部分是废墟，但主要部分已获重建，主要建筑分为五个部分：
- 主庙，由围绕着一个庭院的建筑组成，包括
  - 主殿
  - 僧舍
  - 厨房
- 沿斜坡建造的建筑群：位于主殿南侧，1959年之前是僧舍、牛马厩以及巴日喇嘛地产的管理人的居所，现为废墟
- 底下的建筑：1959年之前是僧舍，由八位出家僧人居住，这八人组成该寺的宗教管理核心。现为废墟
- 犏牛厩：为犏牛（牦牛和牛的杂交种）而建
- 庵院：有若干，为尼姑宿舍。[1]

主殿内供奉有莲花生像，以及若干密宗神像，还有一座莲花生之铜色吉祥山（威利转写：Zangs mdog dpal ri）坛城。21世纪初，该寺有4名密宗喇嘛居住在主庙，还有2位尼姑居住在东南方的庵院内。
2012年，该寺的僧人白江被评为西藏自治区爱国守法先进僧尼。